# Villa Sésini
La villa Sésini est une bâtisse néo-mauresque construite à la fin du XIXe siècle sur les hauteurs d'Alger.

## Historique
La villa a été construite par Me Alexandre Sésini, notaire à la rue Bab Azzoun à Alger. En 1926, la ville d'Alger l'a classée comme monument naturel. En 1927, le consulat d'Allemagne s'y installe. Elle abrita après l'indépendance durant un temps le siège du Haut Commissariat des Nations unies pour les réfugiés. Elle est transformée en centre de détention et de torture pendant la guerre d'Algérie.
Après l'indépendance de l'Algérie, la villa Sésini fut employée, en coordination avec Cuba, pour la formation militaire de révolutionnaires latino-américains.
Par arrêté du ministre algérien de la Culture en date du 28 avril 2016, la villa est classée sur la liste des biens culturels protégés.

## Centre de torture
Pendant la guerre d'Algérie, c'était un centre de détention  et de torture de membres présumés du Front de libération national. C'était le QG des légionnaires du 1er REP lors de la bataille d'Alger dont faisait partie Jean-Marie Le Pen.

### Les historiennes R. Branche et S. Thénault
Analysant une lettre du procureur Jean Reliquet, envoyée au ministre de la Justice François Mitterrand, les historiennes R. Branche et S. Thénault précisent :
« Certains signes montrent que Paris a peut-être davantage l’oreille ouverte aux violations des droits de l’homme que par le passé. Dans cette lettre, par conséquent, Jean Reliquet revient avec insistance à la question des tortures [...] Autrement dit, il ne connaît que la partie émergée de l’iceberg car il ne dispose que des informations qui lui parviennent en sa qualité de procureur général [...]. Pourtant, à cette époque, la torture est massivement pratiquée à Alger et pas uniquement en vue d’obtenir des renseignements, comme on l’a souvent dit, mais bien pour terroriser la population [...] elle touche désormais tout le monde, « sans distinction de race, ni de sexe ». Autrement dit, des Européens aussi sont torturés par l’armée française. Et l’ampleur prise par la pratique de la torture « pour tous » dans ces mois-là est bel et bien une nouveauté. Des communistes, des progressistes, des membres des centres sociaux ont été arrêtés, détenus au secret, torturés à Alger dans les premiers mois de l’année 1957, par le 1er RCP mais aussi par d’autres. Un régiment en particulier semble d’ailleurs s’être « spécialisé » dans les Européens : le 1er REP, des légionnaires basés à la villa Sesini [...]. Aucune distinction de sexe n’est opérée : les femmes aussi sont détenues puis torturées, ce qui constitue là encore une nouveauté. »

### Témoignages

#### Aussaresses et Jean-Marie Le Pen
Paul Aussaresses, officier parachutiste, qui a témoigné avoir torturé dans son livre Services spéciaux, Algérie 1955-1957 : Mon témoignage sur la torture affirme avoir croisé l'officier de renseignement Jean-Marie Le Pen à la villa Sésini.

#### L'ancien appelé Henri Pouillot

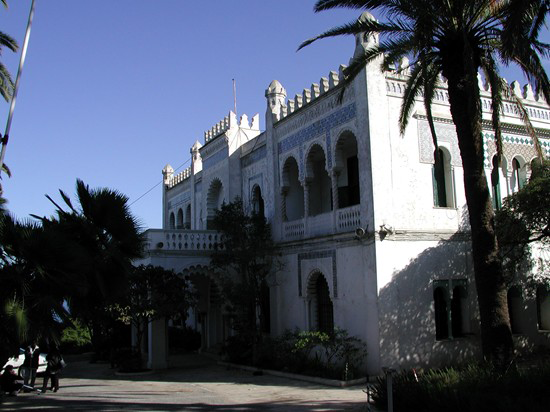
Villa Sésini à Alger.

L'appelé Henri Pouillot du 584e BMT, a été affecté dans cette villa pour effectuer la fin de son service militaire, pendant la guerre d'Algérie, de juin 1961 à mars 1962. Il décrit son expérience dans un livre intitulé La Villa Sésini, et dans un autre intitulé Mon combat contre la torture. Son témoignage est mis en doute lors de son procès en diffamation contre le général Maurice Schmitt mais la cour juge que le général est coupable de diffamation, l'ayant accusé de viol. Pouillot n'a pas été capable de fournir des documents militaires attestant de son affectation.

#### Le témoignage de Louisette Ighilahriz
Louisette Ighilahriz est une combattante indépendantiste algérienne arrêtée pour avoir posé des bombes sur des civils, puis torturée par les forces françaises. Elle rencontrera Henri Pouillot, aux côtés duquel elle témoignera contre la torture présumée systématisée par l'État français pendant la guerre d'Algérie,.

#### Le témoignage de Nassima Hablal
Nassima Hablal est une combattante indépendantiste algérienne arrêtée pour avoir été secrétaire du Comité de coordination et d'exécution, puis torturée par les forces françaises. Elle témoigna avec Nassima Guessoum contre la torture,.